# Dr. Jin
Dr. Jin (Tiếng Hàn: 닥터 진) hay Time Slip Dr. Jin là bộ phim truyền hình Hàn Quốc kể về 1 bác sĩ phẫu thuật thần kinh thế kỉ 21 du hành thời gian trở về thời đại Joseon, vai diễn được thủ bởi Song Seung-hun.
Bộ phim dựa trên tập truyện tranh Jin được viết bởi Motoka Murakami, đã được chuyển thể thành phim truyền hình JIN trước đó, chiếu trên TBS vào năm 2009.
Để phù hợp với lịch sử Triều Tiên, bối cảnh phim được chuyển từ thời kì tiền Edo sang thời đại Joseon và nhân vật lịch sử Nhật Bản thực là Sakamoto Ryoma được thay thế bởi nhân vật chính trị Triều Tiên Lee Ha-eung (Hưng Tuyên Đại Nguyên Quân - Lý Hạ Ứng).

## Nội dung
Jin Hyuk là một bác sĩ phẫu thuật thần kinh thiên tài, sinh ra trong gia đình có truyền thống y học. Với khả năng phân tích tình hình nhanh chóng cùng đôi bàn tay tuyệt diệu, tỉ lệ thành công trong các cuộc phẫu thuật của anh luôn ở mức xấp xỉ 100%. Vì theo đuổi sự hoàn hảo của bản thân mà Jin Hyuk trở nên lãnh đạm, có đôi chút vô cảm. Đang chuẩn bị cầu hôn bạn gái là Mi-na thì cô ấy gặp tai nạn và hôn mê sâu.
Sau một cuộc phẫu thuật cắt bỏ khối u não của một bệnh nhân, một năng lược huyền bí đã đưa Jin Hyuk xuyên không trở về thời Joseon năm 1860 - thời kì mà kĩ thuật y học còn lạc hậu. Anh bắt đầu chữa trị cho bệnh nhân trong vùng, nhưng sự thiếu thốn các dụng cụ y khoa khiến anh phải tự phát minh. Jin Huyk nhận được sự giúp đỡ của nhiều người, đặc biệt là tiểu thư Hong Yeong Rae, Jin Hyuk dần hoàn thiện và trở thành  một danh y.

## Diễn viên
- Song Seung-heon - Jin Hyuk (Trần Hách)[3]
- Park Min-young - Hong Young-rae (1860) (Hồng Vĩnh Lai) / Yoo Mi-na (2012)
- Lee Beom-soo - Lee Ha-eung (Hưng Tuyên Đại Nguyên Quân-Lý Hạ Ứng)
- Kim Jaejoong - Kim Kyung-tak (Kim Cảnh Trác)
- Lee So-yeon - Choon-hong
- Jin i-han- Hong Young-hwi - thủ lĩnh Vô Danh Khách
- Kim Eung-soo - Kim Byeong Hwi - Tể tướng, cha Cảnh Trác.
- Jung Eun-pyo - Heo Kwang - Y quan Hoạt Nhân Thự.
- Lee Won-jong - Ju Pal - lưu manh.
- Kim Il-woo - Yu Hong Pil - Ngự Y triều đình.
- Kim Hye-ok - Mẹ Vĩnh Lai, Vĩnh Hi.
- Kim Myung-soo - Kim Dae Kyun, thừa tự của Kim Bính Hi.
- Kim Byung-choon
- Kim Kwang-sik
- Park Ha-sun - Kỉ sinh (Khách mời)